# Maxillaria parviflora
Maxillaria parviflora é uma espécie de planta do gênero Maxillaria e da família Orchidaceae. 

## Taxonomia
A espécie foi descrita em 1967 por Leslie A. Garay. 
Os seguintes sinônimos já foram catalogados:  
- Scaphyglottis parviflora  Poepp. & Endl.
- Camaridium purpureum  Spreng.
- Camaridium vestitum  (Sw.) Lindl.
- Chelyella purpurea  (Spreng.) Szlach. & Sitko
- Cymbidium vestitum  (Sw.) Sw.
- Maxillaria conferta  (Griseb.)
- Maxillaria exigua  Regel
- Maxillaria purpurea  (Spreng.) Ames & Correll
- Maxillaria simulans  (Ames & C.Schweinf.) L.O.Williams
- Maxillaria vestita  (Sw.) A.Lemée
- Ornithidium chloroleucum  Barb.Rodr.
- Ornithidium confertum  Griseb.
- Ornithidium rhomboglossum  Schltr.
- Ornithidium simulans  Ames & C.Schweinf.
- Ornithidium vestitum  (Sw.) Rchb.f.
- Ornithidium virescens  Schltr.
- Pseudomaxillaria chloroleuca  (Barb.Rodr.) Hoehne
- Pseudomaxillaria conferta  (Griseb.) Szlach. & Sitko
- Pseudomaxillaria exigua  (Regel) Szlach. & Sitko
- Pseudomaxillaria parviflora  (Poepp. & Endl.) Brieger
- Pseudomaxillaria rhomboglossa  (Schltr.) Brieger
- Pseudomaxillaria vestita  (Sw.) Brieger
- Pseudomaxillaria virescens  (Schltr.) Brieger
- Camaridium micranthum  M.A.Blanco
- Camaridium purpureum parviflorum  (Poepp. & Endl.) Hoehne
- Maxillaria purpurea parviflora  (Poepp. & Endl.) C.Schweinf.
- Ornithidium parviflorum  (Poepp. & Endl.) Rchb.f.

## Forma de vida
É uma espécie epífita e herbácea. 

## Descrição
| Raiz                                               | Raiz                                                    |
| -------------------------------------------------- | ------------------------------------------------------- |
| ponta cor                                          | verde                                                   |
| Caule                                              |                                                         |
| crescimento                                        | simpodial/rizomatoso/adpresso ao substrato/pendular     |
| pseudobulbo                                        | conspícuo                                               |
| forma e textura                                    | ovoide/fusiforme/levemente lateralmente compresso/lisa  |
| lâmina da bráctea                                  | ausente                                                 |
| Folha                                              |                                                         |
| tipo e forma                                       | linear/lanceolada                                       |
| ápice                                              | agudo                                                   |
| número                                             | 1                                                       |
| Inflorescência                                     |                                                         |
| tipo                                               | muitas por pseudobulbo/mais curta que folha             |
| Flor                                               |                                                         |
| cor e padrão principal das sépalas e pétalas       | branca/não ornamentada                                  |
| cor e padrão principal do labelo                   | amarelo/não ornamentada                                 |
| dorsal sépala e pétala posição em relação a coluna | recurvada                                               |
| formato da sépala                                  | elipsoide/ovada/ápice agudo                             |
| formato da pétala                                  | oblonga/elíptica/ápice agudo                            |
| pétala tamanho em relação a sépala                 | mais curta que                                          |
| labelo formato quando inteiro                      | não aplicável                                           |
| labelo formato quando trilobado - lateral lobo     | semi elíptico/semi ovado/ápice obtuso/ápice arredondado |
| labelo formato quando trilobada - lobo mediano     | ovado/estreitamente elíptico/ápice arredondado          |
| calo                                               | ausente                                                 |
| coluna                                             | reta/pé inconspícuo ou ausente                          |

## Conservação
A espécie faz parte da Lista Vermelha das espécies ameaçadas do estado do Espírito Santo, no sudeste do Brasil. A lista foi publicada em 13 de junho de 2005 por intermédio do decreto estadual nº 1.499-R. 

## Distribuição
A espécie é encontrada nos estados brasileiros de Acre, Amazonas, Amapá, Bahia, Distrito Federal, Goiás, Mato Grosso, Pará, Paraná, Rio de Janeiro, Roraima, Santa Catarina e São Paulo. 
Em termos ecológicos, é encontrada nos  domínios fitogeográficos de Floresta Amazônica, Cerrado e Mata Atlântica, em regiões com vegetação de mata ciliar, floresta estacional semidecidual, floresta ombrófila pluvial e mata de araucária.